# 曹操迎天子
曹操迎天子或稱曹操挾天子，即指曹操于196年通過挾天子以令諸侯，並掌握政权的先前事件。
東漢末年諸侯割據，皇權低落。因為皇帝喪失軍事力量，徒有皇帝之名，加上董卓火燒洛陽遷都長安，使的洛陽殘破。因此各方霸權都不希望接收皇帝。而曹操的首席謀臣荀彧則建議曹操迎接漢獻帝。縱然皇權低落，惟他仍然是漢朝的皇帝，終究正統。在分析利害後，曹操決定迎接天子。當時袁紹受到沮授和田豐等建議下，也曾經考慮迎接獻帝。惟猶豫不決，加上在反對方審配等人的反對下，又因为忙于讨伐公孙瓒、臧洪分身乏术，最终只能派从事中郎徐勋委托曹操代为迎驾。
曹操擁護獻帝後，即遷都許昌，放棄殘破的舊都洛陽。自此曹操開始以天子之名行事，其命令都以皇詔頒布。此種挾天子以令諸侯的情況維持大約十年，直至自稱為魏王，之後曹操的兒子曹丕代漢自立曹魏為止。

## 背景

### 董卓入關
中平六年（189年），何進欲除宦官，但是為其妹何太后所阻撓，所以請董卓領兵入宮作兵諫，結果何進先被宦官殺死。董卓見袁術放火燒皇宮的火光知道亂事已經生起，於是引兵急進，隨即找到被宦官虜出的少帝和陳留王二人。初入雒陽時兵力只有3千人，為求營造大軍壓境的場面以震懾隣近諸侯，每晚令士兵出城，翌日再大張旗鼓入城，令到雒陽全城有大軍源源不絕進軍之虛況。不久令其弟董旻聯合吳匡殺掉上司何苗，又招攬呂布殺掉丁原，很快就吞併了附近兩大軍閥兵力。。

### 董卓廢少帝
中平六年（189年），董卓為了立威，廢少帝，於九月甲戌日立當時9歲的劉協為皇帝，以他挾天子而令諸侯。關東諸侯起兵討伐董卓時，董卓火燒都城雒陽，挾劉協遷都長安。

## 起因
初平三年（192年），董卓被殺，其部將李傕等人便遣使至長安求赦免。當時掌權的司徒王允為人剛愎自用，沒有同意，李傕等人更加恐懼，不知所為，準備各自解散，逃回歸鄉里。賈詡當時因為是董卓所部的謀士，在李傕軍中任職，為求自保，便出面阻止了他們，對李傕等人說：
|                          | 聞長安中議欲盡誅涼州人，而諸君棄眾單行，即一亭長能束君矣。不如率眾而西，所在收兵，以攻長安，為董卓報仇，幸而事濟，奉國家以徵天下，若不濟，走未後也。 |
| ——《三國志·魏書·賈詡傳》 | |

此計為眾人採納。李傕等以替董卓報仇為名，聯絡西涼軍諸將，率軍晝夜兼程，夜襲長安，後擊敗呂布，殺死王允，挾持了漢獻帝，控制了東漢朝廷。

後來，袁紹的謀士沮授向袁紹獻計，讓其挾天子而令諸侯，畜士馬以討不庭。可是袁紹手下其他的謀士不贊成，沮授說：
|  | 將軍累葉臺輔，世濟忠義。今朝廷播越，宗廟殘毀，觀諸州郡，雖外托義兵，內實相圖，未有憂存社稷恤人之意。且今州城粗定，兵強士附，西迎大駕，即宮鄴都，挾天子而令諸侯，稸士馬以討不庭，誰能禦之？ |

興平二年（195年），漢獻帝開倉放糧來救濟百姓。之後，他以祭祀先祖為由與大臣們逐漸踏上流亡之路，逃出長安，進駐安邑。
興平三年（196年），曹操聽從謀士荀彧的建議，打算迎接皇帝，派曹洪率兵西進。不過此時皇帝（或其掌權之臣）對曹操仍有疑慮。但曹操勢力強盛，數月之間又擊破了汝南、潁川的黃巾軍，朝廷乃封曹操為建德將軍。稍後不久，升任鎮東將軍，且進封為費亭侯。費亭侯曾是曹操祖父曹騰的爵號，可見朝廷已對曹操寄以厚望。同年秋，漢獻帝入駐雒陽。隨後曹操也進軍雒陽保衛京城，皇帝賜曹操節鉞，標誌着曹操對東漢朝廷的實際控制，「奉天子以令不臣」的局面形成。雒陽經董卓破壞，已殘破不堪，董昭等勸曹操定都許昌。

## 經過

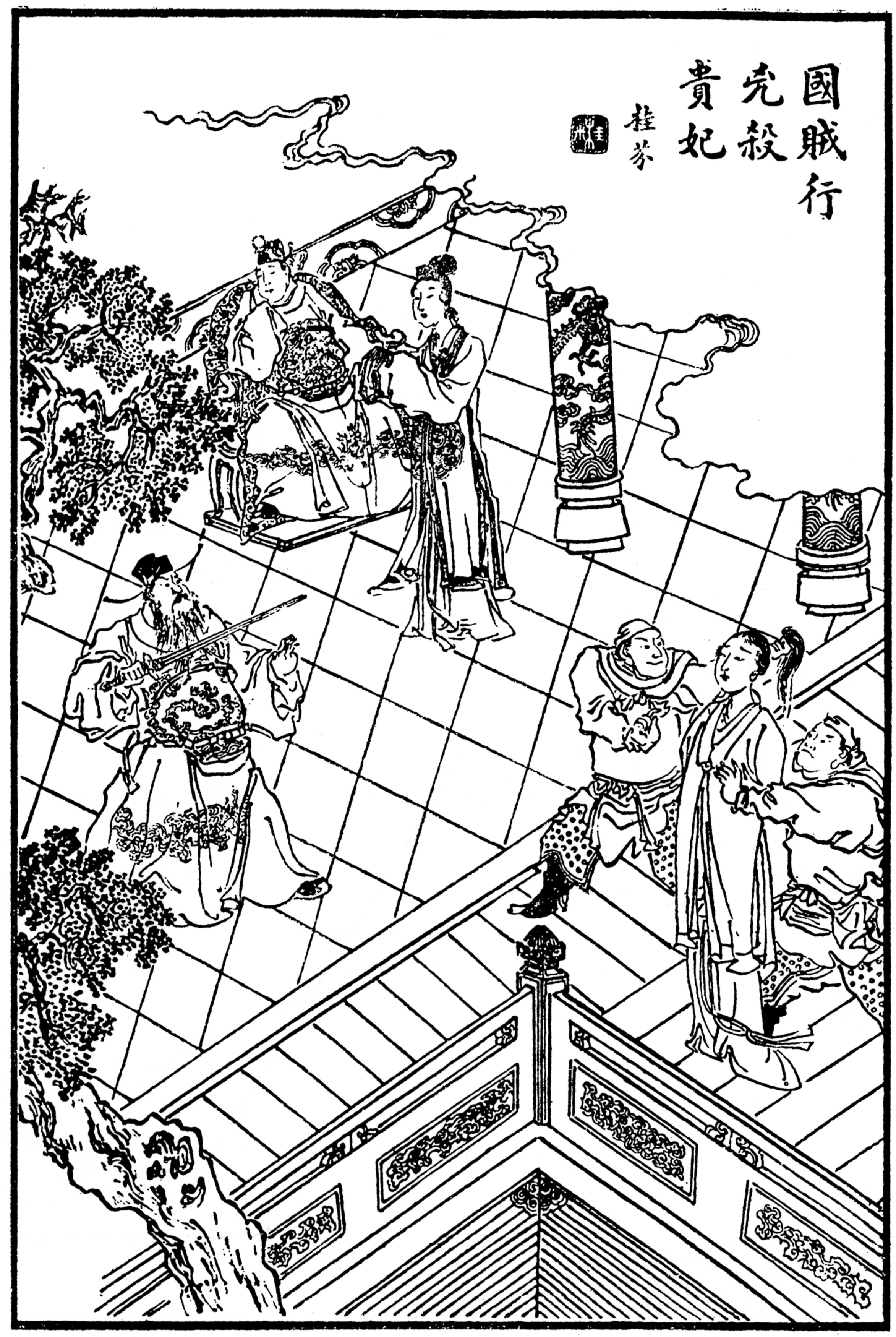
圖畫中的曹操和劉協

除了袁绍派从事中郎徐勋委托曹操代为迎驾以外，洛阳朝廷的典章制度也是由袁绍手下应劭制定，可见袁绍对曹操迎天子采取了默许甚至支持的态度。
兩個月後，曹操迎劉協從雒陽到許縣，稱許都，改元建安，但劉協仍舊是一位毫無實權的皇帝。他任命曹操為大將軍、封武平侯，录尚书事。曹操又以献帝名义封袁紹為太尉，袁紹恥居曹操之下，认为是曹操以献帝名义欺压自己，不肯接受。此時袁紹勢力比曹操強大，因此曹操堅持把大將軍一職讓給袁紹，自己只任司空，行使車騎將軍之職，封袁绍为邺侯，袁绍辞让侯爵不受，后来还是接受了。
袁绍虽不在京城，但对献帝朝廷仍保持影响，如曾以朝廷名义调曹仁为广阳太守，但被曹操阻止。
劉協與曹操互相利用來試圖實現統一中國的目的。先有大臣董承聯同劉備等稱獻帝密詔謀誅曹操，董承與其女董美人接連被曹操所殺。後有伏皇后秘密令其父伏完誅殺曹操，但事情泄露，伏皇后則被曹操幽閉而死，為了維持與曹操之間的微妙關係，獻帝無奈地選擇了讓步。后来曹操官至丞相、封王，获得加九锡、乘辂车等殊礼，但因为遭遇汉中之战、樊城之战之败和耿纪、魏讽的反曹叛乱，终没有在生前迈出篡夺皇位的最后一步。

## 結果

### 挾天子以令諸侯
建安二年（197年）曹操征討張繡，張繡舉眾投降，之後因曹操納張濟之妻，張繡對這件事感到十分痛恨，於是襲擊曹操，曹操在長子曹昂、姪子曹安民與校尉典韋殿後下逃亡，但曹昂、曹安民與典韋也陣亡。此後，曹操又兩度攻擊張繡，都沒有徹底擊破。後來張繡接受謀士賈詡的建議，向曹操投降，曹操才取得對荊州北部的控制，並消除了許都南面的威脅。
建安三年（198年）曹操用荀攸、郭嘉的計策，開決泗、沂二河之水灌入下邳，最後生擒呂布、陳宮，把徐州納入勢力範圍。
建安四年（199年），曹操派史渙、曹仁、于禁和徐晃擊破張楊舊部眭固，取得河內郡，把勢力範圍擴張到黃河以北。
到這時，曹操已經實際控制了黃河以南的兗州、豫州和徐州，並向南延伸到荊州北部，向北則進入河內，在具备了实力后即背叛袁绍，甚至有趁袁绍出兵在外偷袭邺城的图谋，被刘备泄露而未果。袁紹兼并公孫瓚的勢力后，佔據黃河以北的青州、冀州、幽州和并州，意圖發兵攻打許都，而且指使主簿耿苞为自己称帝造势，但发现众人不同意，便杀了耿苞撇清自己。當時，很多曹軍將領都認為無法抵擋袁紹的進攻，曹操卻自信地說：「我了解袁紹的為人，志向遠大而智謀短淺，表面嚴厲而膽量微小，畏懼勝利而缺少威信，將領傲慢而政令不一，土地雖然廣大，糧草雖然豐足，正好作為送給我的禮物。」

## 影響
連年征戰使得民生凋敝，曹操在《蒿里行》中描述：「白骨露於野，千里無雞鳴。」還發生過由於糧食極度缺乏造成人吃人的情形。為了發展經濟恢復民生，定都許縣之後，曹操採納棗祗、韓浩的建議，實行屯田制。曹操因為奉戴天子，某種程度上促使漢朝宗廟社稷制度得以重建，這也吸引了許多擁護東漢朝廷的人才來歸附，加上曹操用人有術，不停地舉着天子旗號東征西討，實力日強。

### 引用
1. ↑  郭志坤，陳雪良著. . 上海：上海人民出版社. 2019.07: 590–592. ISBN 978-7-208-15828-3.
2. ↑  徐俊. . 湖北武昌: 華中師範大學出版社. 2000年11月: 71–75. ISBN 7-5622-2277-0.
3. ↑  《後漢書·袁紹傳》
4. ↑  张大可著. . 武汉：华中科技大学出版社. 2019.01: 52. ISBN 978-7-5680-4696-1.
5. ↑  方北辰译注. . 西安：陕西人民出版社. 2011.04: 510. ISBN 978-7-224-09779-5.
6. ↑  .   [2013-08-24]. （原始内容存档于2013-08-25）.
7. ↑  （宋）洪迈撰；穆公校点. . 上海：上海古籍出版社. 2015.12: 230. ISBN 7-5325-7838-0.

## 外部連結
- 中華五千年 獻帝出奔 （页面存档备份，存于） - 香港電台